# И така натака
И така натака (мкд. И тако даље) је једанаести студијски албум македонске групе Леб и сол. Албум садржи 9 песама од којих је највећи хит Си заљубив едно моме (претходно на албуму Live In New York). Гости на овом албуму су били Дадо Топић, Сергеј Трифуновић и Слободан Тркуља. Албум је изашао 17. априла 2008. године у издању Hammer продукције (македонско тржиште), ПГП РТС (српско тржиште) и Кроација рекордс (хрватско тржиште).